# 川島紘一郎
川島 紘一郎（かわしま こういちろう、1941年〈昭和16年〉 - ）は、日本の薬学者。共立薬科大学名誉教授。薬学博士（東京大学）。

## 経歴
1960年（昭和35年）、静岡県立静岡高等学校卒業。東京大学薬学部卒業。1971年、東京大学大学院薬学系研究科博士課程修了。同年、ニューヨーク医科大学 Research Fellow、Postdoctoral Fellow。1973年、ロッシュ分子生物学研究所Postdoctoral Fellow。1975年、自治医科大学薬理学教室講師。共立薬科大学薬理学教室教授。2007年、同大学退任、名誉教授。武蔵野大学薬学研究所客員教授、北里大学薬学部分子薬理学教室客員教授を歴任した。日本薬理学会名誉会員。国際神経化学会(International Society for Neurochemistry)、日本高血圧学会、日本臨床薬理学会、神経科学会(Society for Neuroscience)、米国薬理学会(American Society for Pharmacology and Experimental Therapeutics)、日本薬学会、日本神経科学会、日本薬理学会に所属。

## 著作

### 単著
- 『その薬、必要ですか?』 ポプラ社 2014.8
- 『アセチルコリンの超高感度ラジオイムノアッセイ : 基礎から応用まで』 南山堂 1991.7

### 共著
- 『臨床倫理学』 Shamoo, Adil E, Khin-Maung-Gyi, Felix A 著 ; 川島紘一郎, 平井俊樹, 斉藤和幸 訳 朝倉書店 2004.6

### 翻訳
- 『イムノアッセイ入門』 Ray Edwards 著 ; 南山堂 1987.4